# Baudinard-sur-Verdon
Baudinard-sur-Verdon település Franciaországban, Var megyében. Lakosainak száma 237 fő (2022. január 1.). Baudinard-sur-Verdon Montagnac-Montpezat, Sainte-Croix-du-Verdon, Artignosc-sur-Verdon, Bauduen és Régusse községekkel határos.

## Népesség
A település népességének változása:
| Lakosok száma | 209  | 221  | 227  | 224  | 229  | 235  | 241  | 239  | 237  |
|               | 2013 | 2015 | 2016 | 2017 | 2018 | 2019 | 2020 | 2021 | 2022 |